# 茸雪
《茸雪》是一款中文视觉小说，由BLESTWORKS、橘子班开发，NVLMaker发行，以#workshop名义发布。

## 游戏背景
人类掌握了一种神奇的科技，可以通过基因编辑的手段让一个人喜欢另外一个人。主角和“小茸”是此科技的受益者，他们只会相爱，不管怎么伤害对方，都会得到对方的原谅。

## 评价
有玩家评论这款游戏“男女主的爱情桥段有点low”，开发者对此评论回应称，爱情段子low是因为自己没有恋爱经验。